# Dansk Melodi Grand Prix 2013
Dansk Melodi Grand Prix 2013 var den 42:a upplagan av Dansk Melodi Grand Prix som även var Danmarks nationella uttagning till Eurovision Song Contest 2013 i Malmö i Sverige. Vinnare blev Emmelie de Forest med låten "Only Teardrops".

## Bidrag
Bidrag kunde skickas in fram till den 24 september 2012. Totalt skickades det in 692 låtar till tävlingen. Från de inskickade låtarna valdes 6 ut till finalen av en speciell jury. DR valde också själva att bjuda in ytterligare 4 bidrag till finalen. Det kom därmed att vara 10 bidrag i finalen. Den 16 januari presenterades de 10 artisterna samt deras låtar och låtskrivare vid en presskonferens. De tre kvinnor som kom att vara värdar för finalen höll även i presskonferensen. Mellan den 21 och 24 januari spelades låtarna på radio i sin helhet med tre låtar på måndagen, två på tisdagen, tre på onsdagen och de sista två på torsdagen. Från och med den 22 januari kunde alla låtar höras på TV-bolagets hemsida.
Bland de artister som hade skickat in låtar till Dansk Melodi Grand Prix 2013 fanns Niels Brinck som representerade Danmark i Eurovision Song Contest 2009. Då listan över accepterade deltagare släpptes fanns han med på den. Thomas G:son och Peter Boström som tillsammans hade skrivit det vinnande bidraget i Eurovision Song Contest 2012, "Euphoria", skrev låten "We Own the Universe" som också fanns med bland de 10 finalisterna.
CD-skivan med alla 10 tävlande bidragen släpptes den 25 januari 2013, dagen innan finalen ägde rum. Samma dag släpptes även alla låtar för digital nedladdning från tjänster som Itunes Store.

## Program
Den 2 oktober meddelade DR att den nationella finalen planerades att hållas i slutet av januari eller i början av februari 2013. Den 4 oktober stod det klart att finalen skulle hållas den 26 januari 2013 i arenan Jyske Bank Boxen med en kapacitet på 15 000 åskådare i staden Herning. Detta var första gången som Jyske Bank Boxen var värdarena för DMGP men tredje gången som Herning var värdstad då man haft tävlingen även år 2001 och år 2009. Biljetter till evenemanget släpptes officiellt den 12 oktober.

### Programledare
Den 1 november meddelade DR att för första gången någonsin skulle låta tre kvinnor vara värdar för tävlingen. De var Lise Rønne, Louise Wolff och Sofie Lassen-Kahlke. Rønne var värd för DMGP 2011, Wolff var värd för DMGP 2012, och Lassen-Kahlke har varit involverad i MGP Junior. Jesper Høvring designade värdarnas klädnader.

### Gästartister
Den 3 januari 2013 avslöjade DR namnen på de gästartister som skulle närvara vid finalen och bland dessa fanns tre tidigare vinnare av ESC. Johnny Logan som vann både 1980 och 1987 för Irland med låtarna "What's Another Year?" respektive "Hold Me Now", Brotherhood of Man som vann 1976 för Storbritannien med låten "Save Your Kisses for Me", och Herreys som vann 1984 för Sverige med låten "Diggi loo diggi ley".
Soluna Samay som hade vunnit Dansk Melodi Grand Prix 2012 ett år tidigare framträdde också med sin nya singel "Humble".

### Omröstning
50% jury och 50% telefonröstning användes i både den första och andra omröstningsomgången. Efter den första omgången gick 3 bidrag vidare till en så kallad superfinal där ytterligare en omröstningsrunda bestämde det vinnande bidraget.
Den 14 januari avslöjade DR namnen på de fem jurymedlemmarna. De fem personerna som kom att stå för 50% av slutresultatet var Kato, Lis Sørensen, Cutfather, Maria Lucia och Jørgen de Mylius.

### Final
Finalen gick av stapeln den 26 januari och tio bidrag tävlade om att få representera Danmark i Eurovision Song Contest. De tre som tog sig vidare till superfinalen var Simone Egeriis, Emmelie de Forest och Mohamed. Där var juryns delade favorit Emmelie de Forest och Mohamed men då TV-tittarnas klara favorit var Emmelie de Forest blev det hon som vann tävlingen.
| Nr | Artist                    | Sång                           | Låtskrivare                                                                                     | Resultat |
| -- | ------------------------- | ------------------------------ | ----------------------------------------------------------------------------------------------- | -------- |
| 1  | Frederikke Vedel          | "Jeg har hele tiden vidst det" | Pernille Georgi, Thomas Reil, Jeppe Reil                                                        | Utslagen |
| 2  | Niels Brinck              | "Human"                        | Niels Brinck Kristensen                                                                         | Utslagen |
| 3  | Kate Hall                 | "I'm Not Alone"                | Lars Halvor Jensen, Martin Larsson, Michelle Bell, Oscar Holter, Jakke Erixson, Simon Hermansen | Utslagen |
| 4  | Louise Dubiel             | "Rejs dig op"                  | Casper Lindstad, Rune Braager, Louise Dubiel                                                    | Utslagen |
| 5  | Daze                      | "We Own The Universe"          | Thomas G:son, Peter Boström                                                                     | Utslagen |
| 6  | Simone                    | "Stay Awake"                   | Lars Halvor Jensen, Carsten Lindberg                                                            | Vidare   |
| 7  | Jack Rowan feat. Sam Gray | "Invincible"                   | Achmad Darwich, Jack Rowan, Sam Gray                                                            | Utslagen |
| 8  | Emmelie de Forest         | "Only Teardrops"               | Lise Cabble, Julia Fabrin Jakobsen, Thomas Stengaard                                            | Vidare   |
| 9  | Albin                     | "Beautiful To Me"              | Brian Risberg Clausen, Mads Haugaard                                                            | Utslagen |
| 10 | Mohamed Ali               | "Unbreakable"                  | Morten Friis, Michael Parsberg, Peter Bjørnskov, Lene Dissing                                   | Vidare   |

#### Superfinal
| Nr | Artist            | Sång             | Cutfather | Lis Sørensen | Jørgen de Mylius | Maria Lucia | Kato | SMS-röster | Total poäng | Plats |
| -- | ----------------- | ---------------- | --------- | ------------ | ---------------- | ----------- | ---- | ---------- | ----------- | ----- |
| 6  | Simone            | "Stay Awake"     | 1         | 1            | 2                | 2           | 2    | 7          | 15          | 3     |
| 8  | Emmelie de Forest | "Only Teardrops" | 3         | 3            | 3                | 1           | 1    | 15         | 26          | 1     |
| 10 | Mohamed Ali       | "Unbreakable"    | 2         | 2            | 1                | 3           | 3    | 8          | 19          | 2     |

## Vid Eurovision
Danmark stod som segrare efter finalen i Malmö Arena den 18 maj 2013.